# Konstituierende Sitzung

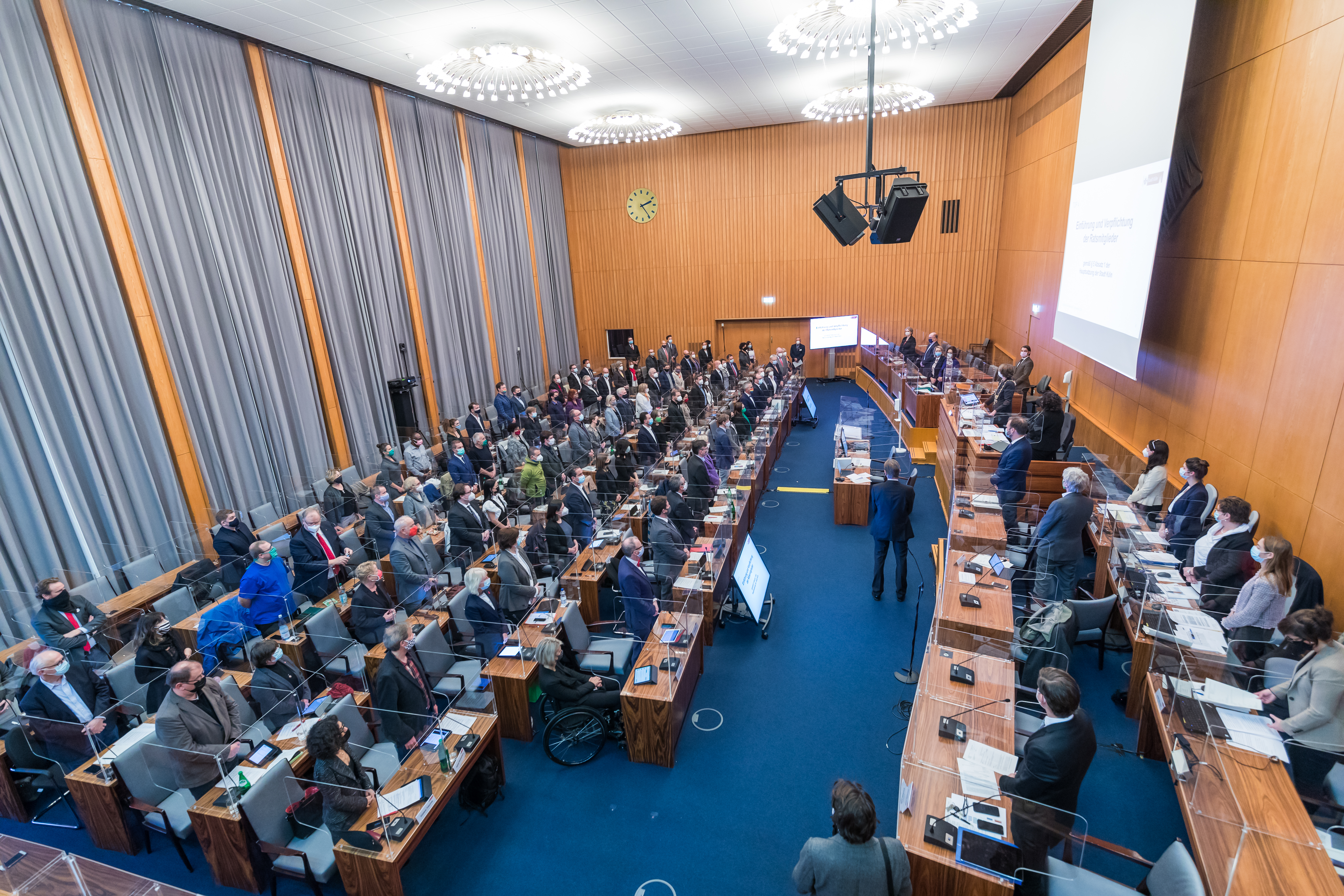
Konstituierende Sitzung des Rates der Stadt Köln nach der Kommunalwahl in Nordrhein-Westfalen 2020. Die Ratsmitglieder werden von der Oberbürgermeisterin Henriette Reker in ihr Amt eingeführt und verpflichtet

Als konstituierende Sitzung (von lateinisch constituere für festsetzen, beschließen) wird das erste Zusammentreten eines neu gebildeten Gremiums bezeichnet, in dessen Rahmen meist wichtige Beschlüsse gefasst werden. In dieser ersten Sitzung werden zumeist der Vorsitzende des Gremiums und dessen Stellvertreter gewählt, eine Geschäftsordnung erlassen und andere organisatorische Fragen geklärt.

## Parlament
Zumeist spricht man von einer konstituierenden Sitzung im Zusammenhang mit der ersten Sitzung eines Parlaments in der neuen Legislaturperiode. In Deutschland gilt nach Art. 39 Abs. 2 GG, dass der Deutsche Bundestag spätestens am dreißigsten Tag nach der Wahl zusammentreten muss. 
In Österreich muss der Bundespräsident den österreichische Nationalrat laut Art. 27, Abs. 2 B-VG innerhalb von dreißig Tagen einberufen.

## Unterscheidung von anderen Sitzungen
Während üblicherweise der Vorsitzende des jeweiligen Gremiums für die jeweils nächste Sitzung einlädt, so bedarf es für die Konstituierende Sitzung einer Sonderregelung, da der Vorsitzende des Gremiums auf dieser Sitzung ja erst gewählt wird. Hierzu gibt es verschiedene Modelle:
1. ein anderes Organ lädt ein
2. der bisherige Vorsitzende lädt ein
3. der Wahlvorstand lädt ein
4. keine formelle Einladung
5. Sonstiges

Beispiele für solche Einladung sind in der Folge dargestellt:

### Anderes Organ
Historisch stand den Parlamenten kein Selbstversammlungsrecht zu: Sie wurden durch den Monarchen einberufen, vertagt, verabschiedet und ggf. aufgelöst (siehe hierzu Konstitutionalismus). Entsprechend erfolgte die Einladung zur Konstituierenden Sitzung durch den Monarchen oder in dessen Namen durch die Regierung oder den Landtagskommissar.
Bezüglich der Gemeindevertretungen in Hessen gilt, dass der Bürgermeister zur konstituierenden Sitzung einlädt.

### Der bisherige Vorsitzende
Der Deutsche Bundestag wird nach § 1 Abs. 1 Geschäftsordnung des Deutschen Bundestages zur konstituierenden Sitzung vom bisherigen Präsidenten einberufen.
Die Landtagsfraktion der CDU Niedersachsen wird zu ihrer konstituierenden Sitzung durch den bisherigen Fraktionsvorsitzenden eingeladen.

### Wahlvorstand
Nach der Wahl eines Betriebsrates in Deutschland lädt der Wahlvorstand zur konstituierenden Sitzung des neuen Betriebsrates ein.

### Sonstiges
Der 1. Deutsche Bundestag wurde durch Beschluss der elf Regierungschefs der Länder vom 26. August 1949 einberufen.

## Ablauf
Der Ablauf der konstituierenden Sitzung weist eine typische Struktur auf. Typische Tagesordnungspunkte sind die Feststellung der Konstituierung, die Wahl eines Vorsitzenden und eines Vorstandes sowie andere organisatorischen Punkte. In Parlamenten sind dies die Festlegung und Besetzung der Ausschüsse und ggf. die Verabschiedung der Geschäftsordnung oder der Hauptsatzung.

### Konstituierung von Parlamenten

#### Deutschland
Im parlamentarischen Wortgebrauch ist die Konstituierung des Parlaments der erste Arbeitsschritt eines neugewählten Parlamentes. Im Rahmen der Konstituierung wird das Parlamentspräsidium bestimmt und damit die Arbeitsfähigkeit des Parlamentes hergestellt. Solange der Parlamentspräsident nicht gewählt ist, wird die Versammlung vom Alterspräsidenten geleitet. Mit der Übergabe der Sitzungsleitung an den neu gewählten Parlamentspräsidenten ist die Konstituierung abgeschlossen.
Für den Deutschen Bundestag ist der Ablauf der Konstituierung in § 1 der Geschäftsordnung des Deutschen Bundestages geregelt. Konkret wird u. a. bestimmt:
- Der neugewählte Bundestag wird zu seiner ersten Sitzung vom bisherigen Präsidenten spätestens zum dreißigsten Tage nach der Wahl (Art. 39 Grundgesetz) einberufen.
- Bis der neugewählte Präsident oder einer seiner Stellvertreter das Amt übernimmt, führt das am längsten dem Bundestag angehörende Mitglied, das hierzu bereit ist, den Vorsitz (Alterspräsident); bei gleicher Dauer der Zugehörigkeit zum Bundestag entscheidet das höhere Lebensalter.
- Nach Feststellung der Beschlussfähigkeit wird die Wahl des Präsidenten, der Stellvertreter und der Schriftführer vorgenommen.

Entsprechend wird auch das erstmalige Zusammentreten anderer Gremien (z. B. Betriebsrat, Vereinsvorstand etc.) als Konstituierung dieses Gremiums bezeichnet.

#### Vereinigte Staaten
- Der Kongress auf Bundesebene, bestehend aus Senat und Repräsentantenhaus, wird stets Anfang November gewählt. Wahlen erfolgen im Turnus von zwei Jahren, wobei jeweils das gesamte Repräsentantenhaus sowie ein Drittel des Senats neu gewählt wird. Nach der Wahl konstituiert sich der Kongress am darauffolgenden 3. Januar. In den konstituierenden Sitzungen werden meist die jeweiligen Fraktionsvorsitzenden und der Sprecher des Repräsentantenhauses gewählt.
- Auf bundesstaatlicher Ebene werden die aus zwei Kammern bestehenden Parlamente ebenfalls Anfang November gewählt und konstituieren sich entweder im darauffolgenden Dezember oder Januar (je nach Bundesstaat). Bei den konstituierenden Sitzungen werden meist die Fraktionsvorsitzenden und Kammervorsteher gewählt.